# Libocedrus austrocaledonica
Libocedrus austrocaledonica là một loài thực vật hạt trần trong họ Cupressaceae. Loài này được Brongn. & Gris. mô tả khoa học đầu tiên năm 1871.